# Hey Ma
«Hey Ma» — песня американского рэпера Pitbull и колумбийского певца Джея Бальвина, написанная к фильму Форсаж 8, совместно с кубино-американской певицей Камилой Кабельо. Она была написана вместе с художниками Sermstyle, Tinashe Sibanda, Philip Kembo, Soaky Siren и Johnny Yuko, и произведено Sermstyle, T-Collar, Pip Kembo и Yukon. Вокал был разработан Matt Beckley. Есть две версии песни, одна на испанском и одна на английском. Песня войдет в грядущий дебютный альбом Камилы Кабелло «The Hurting. The Healing. The Loving.», релиз запланирован на сентябрь 2017 года.

## Критический прием
В Биллборде и Спотифай редакторы назвали песню как «испаряющийся сингл» и выделили стороны очарования Кабелло.

## Коммерческий показатель
Hey Ma дебютировал под номером 5 в Hot Latin Songs с 14000 загрузок, Pitbull сделал свой лучший дебют в этом чарте за все время и соответствующий дебют в этом чарте сделал себе J Balvin, опередив свою песню «Ginza». Песня также является первой песней Камилы Кабелло в этом чарте.

## Музыкальное видео
Сопровождающее музыкальное видео для «Hey Ma» был снят в Майами, Флорида. Как указано на рекламном щите, «пикантное» видео наполнено «яркими и насыщенными» сценами, представляющими кубинскую культуру, как двигаются трио по улицам взаимодействия с толпой и танцуют напротив «впечатляющих» машин. Также в видео появляются сцены из Форсажа 8.

## Живые выступления
J Balvin, Камила Кабелло и Pitbull выступили с песней «Hey Ma» на MTV Movie & TV Awards 2017. Гризельда Флорес из журнала Billboard похвалила их выступление.